# Tomasz Zygadło
Tomasz Zygadło (Varsóvia, 23 de dezembro de 1947 - 17 de setembro de 2011) é um premiado realizador polaco, autor do filme Borboletas nocturnas que concorreu ao 10º Festival Internacional de Cinema da Figueira da Foz, em 1981.

## Biografia
Diplomado em teatro pela Universidade de Łódź, começa por trabalhar como argumentista e realizador de televisão, produzindo várias curta-metragens e documentários. O seu primeiro filme data de 1971, Szkola podstawowa (Escola Primária), que concorreu a alguns festivais internacionais. Paralelamente, seguiu uma carreira de encenador teatral que tem vindo a desempenhar com maior regularidade do que a carreira cinematográfica.

## Filmografia seleccionada
- 1971: Szkoła podstawowa - curta-metragem
- 1973: Brzydkie kaczątko
- 1977: Rebus
- 1980: Ćma  (pt: Borboletas nocturnas)
- 1982: Odwet
- 1985: Sceny dziecięce z życia prowincji
- 1987: Śmierć Johna L.